# カスティリオーネ・ア・カザウリア
カスティリオーネ・ア・カザウリア（イタリア語: Castiglione a Casauria）は、イタリア共和国アブルッツォ州ペスカーラ県にある、人口約800人の基礎自治体（コムーネ）。

## 地理

### 位置・広がり

#### 隣接コムーネ
隣接するコムーネは以下の通り。
- ボロニャーノ
- ブッシ・スル・ティリーノ
- ペスコザンソネスコ
- ピエトラーニコ
- トッコ・ダ・カザウリア
- トッレ・デ・パッセリ

## 行政

### 分離集落
カスティリオーネ・ア・カザウリアには、以下の分離集落（フラツィオーネ）がある。
- San Clemente a Casauria, Cervarano, Madonna della Croce, Le Grotte